# Сейшельский синий голубь
Сейше́льский си́ний го́лубь (шишкоклювый голубь, бородавчатый голубь) (лат. Alectroenas pulcherrimus) — один из современных видов синих голубей.

## Ареал
Сейшельский голубь — эндемик архипелага. Обитает небольшими группами в лесах, покрывающие гранитные острова. Вид является самым распространённым из синих голубей. Охранный статус — LC.

## Описание вида
Длина птицы около 25 см, хвоста — около 8 см. Оперение груди и части головы серебристо-серого цвета, большая часть головы красного цвета, клюв тёмно-оранжевый. Основной цвет оперения тёмно-синий. На восковице, глазных кольцах и части щёк оперение отсутствует. Ноги тёмно-серого цвета.
Основу рациона составляют семена и плоды растений.
Откладывается обычно два яйца, которые высиживаются 28 дней. Оперяются птенцы в возрасте двух недель.
Из-за красивого оперения и неприхотливости, сейшельских голубей часто разводят в неволе.